# 職業訓練指導員 (麺科)
職業訓練指導員 (麺科)（しょくぎょうくんれんしどういん めんか）は、職業訓練指導員免許のうちの1つ。厚生労働省管轄。

## 受験資格
職業訓練指導員免許の受験資格と試験免除を参照。単一等級製麺技能士の保有者は、実務経験不要で、単一等級合格者は実技と関連学科が免除される。

## 試験科目

### 学科試験
1. 指導方法（職業訓練原理、教科指導法、訓練生の心理、生活指導及び職業訓練関係法規）
2. 関連学科
  1. 系基礎学科
    1. 食品化学（栄養学　食品化学　検査法）
    2. 食品衛生（微生物学　環境衛生　食品衛生　関係法規）
    3. 安全衛生（安全管理　衛生管理）

  2. 専攻学科
    1. 製造法（材料　製造法　製造機械）

### 実技試験
1. 麺製造